# Selago walpersii
Selago walpersii är en flenörtsväxtart som beskrevs av Jacques Denys Denis Choisy. Selago walpersii ingår i släktet Selago och familjen flenörtsväxter. Inga underarter finns listade i Catalogue of Life.